# Psilomastix tessmanni
Psilomastix tessmanni är en skalbaggsart som beskrevs av Schmidt 1922. Psilomastix tessmanni ingår i släktet Psilomastix och familjen långhorningar.
Artens utbredningsområde är Angola. Inga underarter finns listade i Catalogue of Life.